# Uffa (singolo)
Uffa è un singolo del cantante italiano Galeffi pubblicato il 22 maggio 2018 per l'etichetta Maciste Dischi.

## Video musicale
Il videoclip del brano, realizzato da Bendo, è stato pubblicato il 22 ottobre 2018 sul canale YouTube di Maciste Dischi.

## Tracce
1. Uffa – 3:26